# LDH Presents THE GIRLS AUDITION
LDH Presents THE GIRLS AUDITION（エルディーエイチ・プレゼンツ・ザ・ガールズ・オーディション）は、2018年に芸能事務所LDHが主催したガールズオーディションである。

## 概要
2018年5月7日のTBS系『週刊EXILE』で、VBA3から7年ぶりの女性向けのオーディションの開催を発表。ボーカリスト、パフォーマー、役者、モデルなどジャンルは問わず、小学4年生から20歳までを対象に募集、グランプリ獲得者はLDH所属になる。更に6月11日の同番組で、ダンス・ボーカル部門の合格者はE.G.familyに加入、モデル部門のはLDH modelsに加入、俳優部門のは三池崇史監督する作品の出演を明かした。6月17日より始動した1次審査は、約1万人が参加した。3次審査通過者がファイナリストとなった。ボーカル・ダンス部門は合宿審査を経て、EXPG東京校で最終審査が行われ、グランプリは横井、平川が選ばれた。俳優・モデル部門は事務所で面接審査が行われ、俳優部門の合格者は菱田・原田・山口、モデル部門の合格者は佐藤が選ばれた。
この模様は、TBS系『週刊EXILE』が密着し放送していた。
合格者
ボーカル・ダンス部門
- 横井琉衣（iScream、SG5）
- 平川結月

俳優部門
- 菱田未渚美（mirage²、Girls²）
- 原田都愛（mirage²、Girls²）
- 山口綺羅（mirage²、Girls²）

モデル部門
- 佐藤寧音

ファイナリスト
ボーカル・ダンス部門
- 池田夏海
- 桂川蘭
- 阿比留沙耶
- 宮本紗良
- 古檜山りりあ
- 山下友菜（iScream）
- 佐藤暖（iScream）
- 久保玲奈（元Prizmmy☆）
- 上津原蘭

俳優部門
- 山口莉愛（lovely²、Lucky²）
- 植田雅

モデル部門
- 佐野心奈

その他の著名な参加者
三次審査進出
- 田中杏美花（フォーエイト48）
- 小倉優菜（bugAboo）
- 花橋梨緒（NiziU）
- 田中日南乃（元Questy）
- 林美澪（SKE48）
- 八文字慧未里（ザ・コインロッカーズ）
- 酒井唯菜
- 池田穂乃佳（USEN-NEXT I'moon）
- 池内花歩（Benefit one MONOLIZ）
- 佐伯茉鈴（元Questy）
- 西住梨央（CYBERJAPAN DANCERS）

二次審査進出
- 菱田海佑香（MAGICOUR）
- 渡辺未優（lovely²）
- 下山碧夢（MAGICOUR）